# Scapulaseius endiandrae
Scapulaseius endiandrae är en spindeldjursart som först beskrevs av Schicha 1993.  Scapulaseius endiandrae ingår i släktet Scapulaseius och familjen Phytoseiidae. Inga underarter finns listade i Catalogue of Life.